# Adrian Hardy Haworth
Adrian Hardy Haworth (Hull, 1767 — Chelsea, 1833) foi um botânico, oncologista e entomologista britânico.
Adrian era filho de Benjamin Haworth de Haworth Hall. Foi educado por tutores e direcionou sua carreira para a advocacia, mas tinha pouco interesse na profissão. Aos 21 anos, após herdar as propriedades de seus pais, passou a dedicar-se a história natural.
Em 1972 se estabeleceu em Chelsea onde encontrou William Jones que posteriormente teve grande influência sobre Haworth. Participou da Sociedade Linneana de Londres, da qual se torna membro em 1798. Utilizava a biblioteca e o herbário de seu amigo Joseph Banks e frequentava regularmente os Jardins Botânicos Reais de Kew.
Em botânica, se especializou em plantas de bulbos e no gênero Mesembryanthemum. Foi um colecionador de plantas suculentas e a nomeação da classe Haworthia é uma homenagem ao seu legado.
O entomologista britânico John Curtis nomeou uma Hetrocera da família Noctuidae de Celaena haworthii, em honra a Adiran Hardy Haworth.
Fundou uma sociedade entomologia efêmera, a Sociedade Aureliana (terceira sociedade científica com este nome), em 1812.
Publicou diversas obras sobre a sistemática de borboletas britânicas, em 1802: Prodromus Lepidopterorum Britannicorum.
Em 1803, começou a publicar Lepidoptera Britannica. Ele seguiu a classificação sistemática posta em vigor por Lineu e Fabricius. Seu trabalho não seria superado até 1857, com   a publicação do  Manual of British Butterflies and Moths, de Henry Tibbats Stainton.
Haworth também se especializou em camarões e foi responsável por diversas nomeações taxonômicas, incluindo:
- Ordem mysid;
- Família Mysidae;
- Superfamília Pandaloidea;
- Família Pandalidae;
- Superfamília Crangonoidea;
- Família Crangonidae;
- Família Porcellanidae.

Haworth faleceu durante uma epidemia de cólera. Sua coleção entomológica, contendo cerca de quarenta mil exemplares, foi vendida em leilão. A venda demorou sete dias, mas só atingiu a soma de 552 libras.
Sua espécie tipo é mantido na coleção Hope em Oxford. Seu herbário, contendo vinte mil espécimes também está atualmente em Oxford. Sua rica biblioteca também foi vendida em leilão e se dispersou.